# Euprosopia dubitalis
Euprosopia dubitalis är en tvåvingeart som beskrevs av Malloch 1939. Euprosopia dubitalis ingår i släktet Euprosopia och familjen bredmunsflugor. Inga underarter finns listade i Catalogue of Life.